# Крепость Медичи (Сиена)
Крепость Медичи (итал. Fortezza Medicea) или Форт Санта-Барбара (итал. Forte di Santa Barbara), — военные укрепления, возведённые в XVI веке рядом с историческим центром Сиены, Италия, по указу герцога Козимо I Медичи.

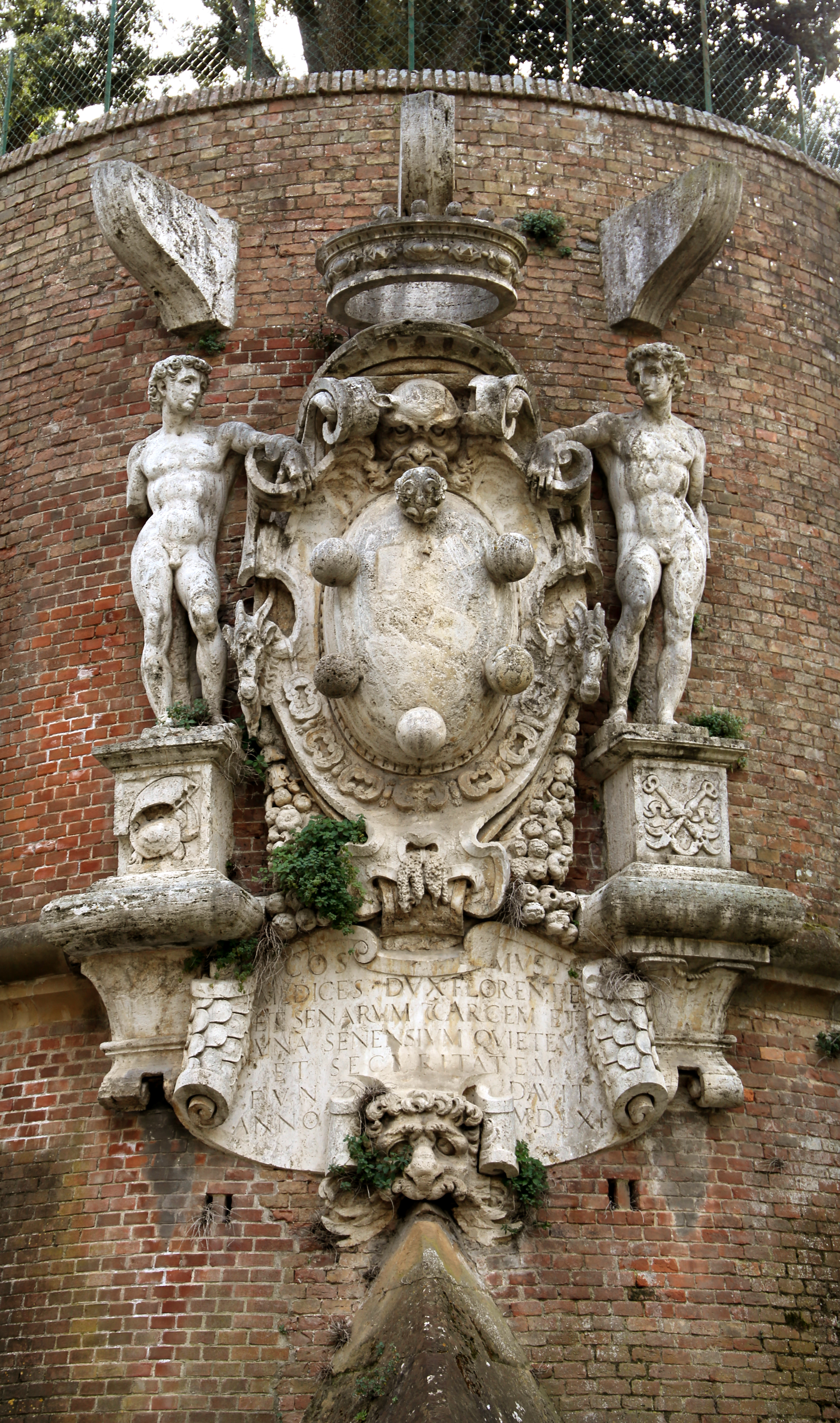
Герб Козимо I Медичи на бастионе крепости

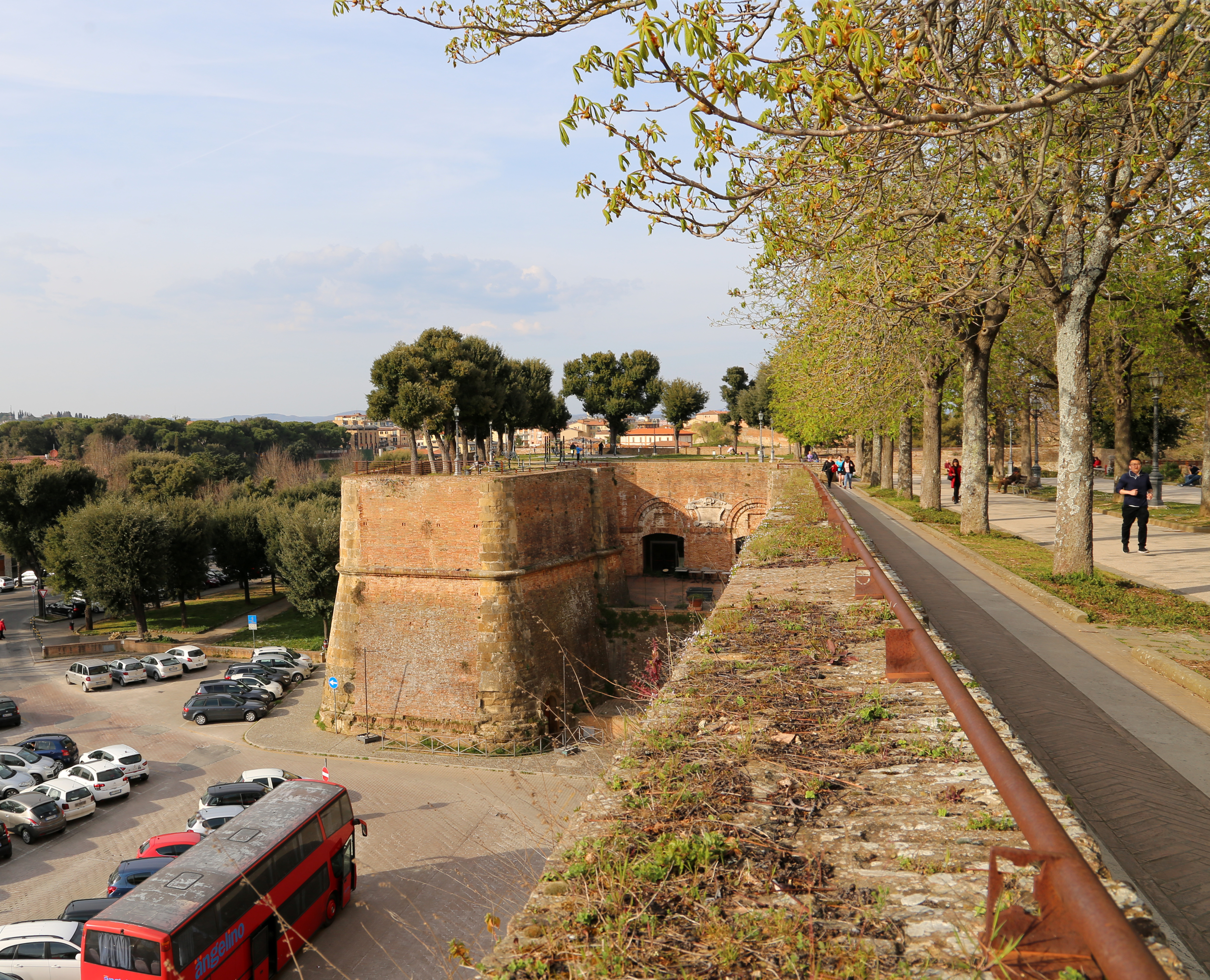
Прогулочная дорожка на крепостной стене

Оставаясь формально самостоятельным государством — союзником германских императоров, Сиенская республика к середине XVI века превратилась в сателлит, куда Карл V, император и испанский король, присылал своего представителя, державшего в руках рычаги местной политики. Сиена была вынуждена содержать имперский гарнизон, что легло тяжёлым бременем на финансы республики, переживавшие нелёгкие времена. Это вместе с повышением налогов, засильем испанских ставленников на ключевых должностях и неуклюжими действиями имперских наместников вызывало недовольство горожан. В 1550 году последней каплей стала идея наместника Диего Уртадо де Мендоса построить здесь крепость, также на средства города. Крепость должна была закрепить имперский контроль над Сиеной. Петиции горожан к императору с просьбой отменить решение были безрезультатны. Фундамент крепости был заложен в северо-западном предместье, а проект строительства был рассчитан на несколько лет. Ропот жителей, наблюдавших, как поднимается символ их унижения, всё нарастал.
Сиенские аристократы, вступив в тайный сговор с французским королём и получив от него войска, 26 июля 1552 подошли к Сиене. На следующий день в городе вспыхнуло восстание, и имперские солдаты были вынуждены укрыться в цитадели недостроенной крепости, где они продержались несколько дней до начала августа. Вскоре после изгнания испанцев горожане начали сносить ненавистную крепость.
Однако жить Сиенской республике оставалось недолго. В 1555 году после долгой осады Сиена капитулировала перед войсками Карла V, а затем была передана его союзнику — Флорентийскому герцогству — и на несколько веков оказалась под властью Медичи.
Чтобы закрепить своё владычество на сиенской земле, герцог Козимо I Медичи в 1561 году приказал возвести крепость на том же месте, где строилась её испанская предшественница. Работы были поручены архитектору Бальтассаре Ланчи. Крепость получила название «Санта-Барбара», но обычно её называют «Fortezza Medicea» — крепость Медичи. В 1568 году работы были закончены.
В 1779 году, в правление герцога Пьетро Леопольдо, район крепости был демилитаризован, окружающая территория превращена в общественный сад.
В настоящее время это место для отдыха, занятий спортом, здесь проходят различные культурные мероприятия.
Крепость выстроена из кирпича и имеет четырёхугольную форму с мощными бастионами по углам. Бастионы носят имена Сан-Франческо, Сан-Филиппо, Ла-Мадонна и Сан-Доменико. Они украшены гербами Медичи из травертина.